# Yūji Ozaki
Yūji Ozaki (japanisch 尾崎 雄二 Ozaki Yūji; * 29. September 1985 in der Präfektur Nagasaki) ist ein ehemaliger japanischer Fußballspieler.

## Karriere
Ozaki erlernte das Fußballspielen in der Universitätsmannschaft der Momoyama-Gakuin-Universität. Seinen ersten Vertrag unterschrieb er 2008 bei Fagiano Okayama. Der Verein spielte in der dritthöchsten Liga des Landes, der Japan Football League. Am Ende der Saison 2008 stieg der Verein in die J2 League auf. Ende 2009 beendete er seine Karriere als Fußballspieler.